# Běh na dvě stadia

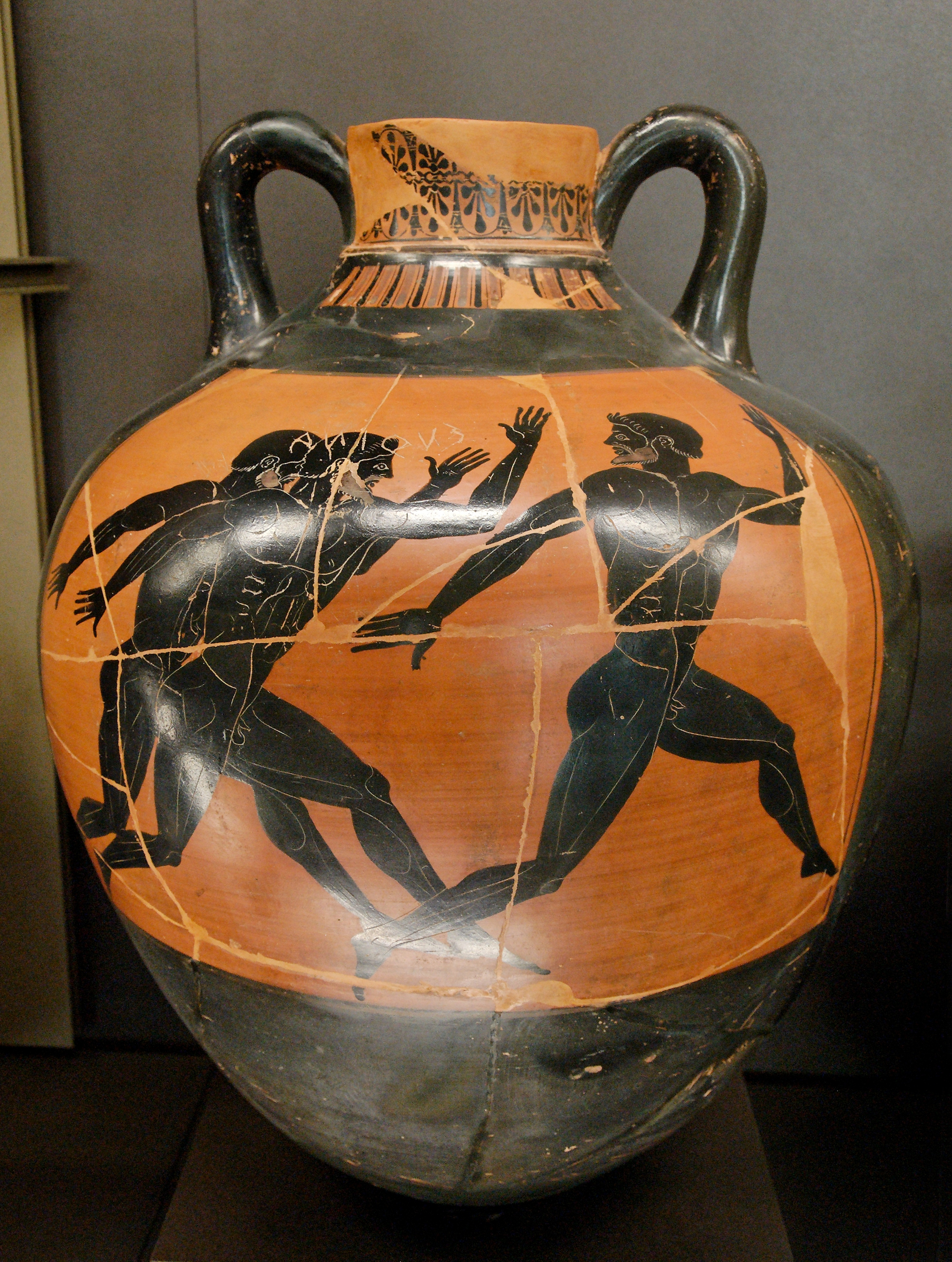
Běžci na amfoře, cca 500 před Kr.

Běh na dvě stadia nebo diaulos (od starořecky Δίαυλος–diaulos) byla soutěžní běžecká disciplína v starověkém Řecku. 
Na 14. olympijských hrách v roce 724 př. n. l. přibyl k dosavadní jediné disciplíně, běhu na jedno stadium, tzv. Dvojitý běh (diaulos), běh na dvě stadia. Byly to závody na délku dvou stadií (přibližně 384,5 m), tj. na vzdálenost 1200 olympijských stop. Délka jednoho stadia byla podle mýtů vyměřena hrdinou Heraklem, který údajně založil první hry v Olympii jako sto jeho kroků. Pravidla diaulu byla podobná jako při běhu na jedno stadium.
Závodní trať v Olympii byla tvrdá a předpokládá se, že byla posypaná vrstvou písku. Startovní čáry, které byly na východní i na západní straně stadionu, tvořily kamenné prahy vytvořené z dvaceti vápencových desek, spojených v jednolitý celek, které měly po délce dva nehluboké zešikmené žlaby pro odraz při startu. Z antických pramenů je známo, že závodníci při běhu na dvě stadia, měli start i cíl na západním prahu. To, jak byla označena obrátka je neznámé. Délka olympijské trati, tzv. stadium, byla délková míra, podle níž vzniklo později i pojmenování celého závodního prostranství.
Diváci se na soutěžící na stadionu dívali z travnatého úbočí. Stadion byl od severu ohraničen výběžkem Kronova pahorku, na ostatních stranách byl násyp. Byl dlouhý 212 m a 28 m široký. Do hlediště se podle odhadu původně vešlo 20 000 a později 40 000 až 45 000 diváků.